# Tour de Berna
El Tour de Berna (en alemany: Berner Rundfahrt) és una cursa ciclista d'un sol dia que es disputa anualment al cantó de Berna, Suïssa. La primera edició es va disputar el 1920 amb el nom de Tour del Nord-oest de Suïssa (en alemany: Nordwestschweizer Rundfahrt), i va mantenir aquest nom fins al 1992, quan adoptà el nom actual, Tour de Berna.

## Palmarès
| Any  | Vencedor            | Segon                    | Tercer                                                                 |
| ---- | ------------------- | ------------------------ | ---------------------------------------------------------------------- |
| 1920 | Heiri Suter         | Hermann Gehrig           | Charles Martinet                                                       |
| 1921 | Heiri Suter         | Max Suter                | Jean Martinet                                                          |
| 1922 | Heiri Suter         | Jean-Baptiste Mosselmans | Lucien Rich                                                            |
| 1923 | Heiri Suter         | Henry Reymond            | Kastor Notter                                                          |
| 1924 | Charles Guyot       | Henry Reymond            | Max Suter                                                              |
| 1925 | Kastor Notter       | Heiri Suter              | Kaspar Schneider                                                       |
| 1926 | Albert Blattmann    | Alfred Saccomani         | Otto Lehner                                                            |
| 1927 | Hans Kaspar         | Otto Lehner              | Kaspar Schneider                                                       |
| 1928 | Georges Antenen     | Albert Meyer             | Eugen Schlegel                                                         |
| 1929 | Heiri Suter         | Ludwig Geyer             | Albert Meyer                                                           |
| 1930 | Georges Antenen     | Heiri Suter              | Alfred Rüegg                                                           |
| 1931 | Ernst Meier         | Ernst Hofer              | Alfred Bula                                                            |
| 1932 | Hermann Müller      | Turel Wanzenfried        | Georges Antenen                                                        |
| 1933 | Georges Antenen     | Albert Büchi             | Alfred Büchi                                                           |
| 1934 | Walter Blattmann    | Alfred Bula              | Fritz Müller                                                           |
| 1935 | Alfred Bula         | Carlo Romanatti          | Hans Martin                                                            |
| 1936 | Theo Heimann        | Werner Buchwalder        | Karl Steger                                                            |
| 1937 | Karl Wyss           | Hans Martin              | Ernst Nievergelt                                                       |
| 1938 | Karl Litschi        | Robert Zimmermann        | Walter Blattmann                                                       |
| 1939 | Theo Perret         | Hans Martin              | Edgar Buchwalder                                                       |
| 1941 | Paul Egli           | Hans Maag                | Ferdi Kübler                                                           |
| 1942 | Edgar Buchwalder    | Hans Knecht              | Werner Jaisli                                                          |
| 1943 | Ferdi Kübler        | Walter Diggelmann        | André Hardegger                                                        |
| 1945 | Hans Maag           | Ferdi Kübler             | Walter Diggelmann                                                      |
| 1946 | Osvaldo Bailo       | Hans Knecht              | Willy Kern                                                             |
| 1947 | Hans Knecht         | Leo Weilenmann           | Oscar Plattner                                                         |
| 1948 | Ernst Stettler      | Roger Aeschlimann        | Hans Knecht                                                            |
| 1949 | Ferdi Kübler        | Gottfried Weilenmann     | Leo Weilenmann                                                         |
| 1950 | Oscar Plattner      | Ernst Stettler           | Emilio Croci-Torti                                                     |
| 1951 | Cesare Zuretti      | Walter Reiser            | Fritz Schaer                                                           |
| 1952 | Hans Sommer         | Hans Notzli              | Robert Bintz                                                           |
| 1953 | Remo Pianezzi       | Fritz Schaer             | Fritz Zbinden                                                          |
| 1954 | Fritz Schaer        | Ferdi Kübler             | Max Schellenberg                                                       |
| 1955 | Hans Hollenstein    | Ernst Rudolf             | Eugen Kamber                                                           |
| 1956 | Fausto Lurati       | Jean-Claude Gret         | Attilio Moresi                                                         |
| 1957 | Germain Derijcke    | Ernst Traxel             | René Minder                                                            |
| 1958 | Heinz Müller        | Giuseppe Barale          | Kurt Gimmi                                                             |
| 1959 | Hans Hollenstein    | Toni Graeser             | Walter Favre                                                           |
| 1960 | René Strehler       | Alfred Rüegg             | Attilio Moresi                                                         |
| 1961 | Alfred Rüegg        | Raymond Reisser          | Gilbert Salvador                                                       |
| 1962 | Rolf Graf           | Rolf Maurer              | Robert Lelangue                                                        |
| 1963 | Rudolf Hauser       | Fredy Dubach             | Rolf Maurer                                                            |
| 1964 | Joseph Hoevenaers   | René Bingelli            | Kurt Gimmi                                                             |
| 1965 | Robert Lelangue     | Luciano Sambi            | Giancarlo Ferretti                                                     |
| 1966 | Horst Oldenburg     | Danilo Ferrari           | Renato Bongioni                                                        |
| 1967 | Peter Abt           | Hans Junkermann          | Auguste Girard                                                         |
| 1968 | Peter Hill          | Peter Glemser            | Jacques Cadiou · Fernand Etter & · Willy Spuhler · finalitzen ex aequo |
| 1969 | Louis Pfenninger    | Peter Abt                | Herbert Wilde                                                          |
| 1970 | Leo Duyndam         | Winfried Bölke           | Arie den Hartog                                                        |
| 1971 | Eric Spahn          | Maurice Dury             | Willy de Geest                                                         |
| 1972 | Eric Spahn          | Harrie Jansen            | Jürgen Tschan                                                          |
| 1974 | Roland Salm         | Frans Van Beeck          | Stefan Marti                                                           |
| 1975 | Roland Salm         | Marc Meernhout           | Gianni Di Lorenzo                                                      |
| 1976 | René Savary         | Geert Malfait            | Roland Salm                                                            |
| 1977 | Simone Fraccaro     | Giuseppe Saronni         | Giovanni Battaglin                                                     |
| 1978 | Eddy Verstraeten    | Bruno Wolfer             | Gody Schmutz                                                           |
| 1979 | Gody Schmutz        | Ennio Vanotti            | Erwin Lienhard                                                         |
| 1980 | Rudy Colman         | Serge Parsani            | Mario Beccia                                                           |
| 1981 | Rudy Pevenage       | Yvan Lamote              | Sigmund Hermann                                                        |
| 1982 | Erich Maechler      | Gilbert Glaus            | Eric McKenzie                                                          |
| 1984 | Seán Kelly          | Philippe Leleu           | Claude Criquielion                                                     |
| 1985 | Urs Freuler         | Hans Daams               | Jurg Bruggmann                                                         |
| 1986 | Stefan Joho         | Jurg Bruggmann           | Kim Andersen                                                           |
| 1987 | Philippe Chevallier | Thomas Wegmüller         | Richard Trinkler                                                       |
| 1988 | Urs Freuler         | Michael Wilson           | Jean-Philippe Vandenbrande                                             |
| 1989 | Mauro Gianetti      | Thomas Wegmüller         | Niki Rüttimann                                                         |
| 1990 | Thomas Wegmüller    | Rolf Jaermann            | Frank Van Den Abeele                                                   |
| 1991 | Serge Baguet        | Benny van Brabant        | Andreï Tchmil                                                          |
| 1992 | Erich Maechler      | Fabian Jeker             | Laurent Dufaux                                                         |
| 1993 | Erik Zabel          | Éric Caritoux            | Jan Nevens                                                             |
| 1994 | Andreas Kappes      | Pascal Richard           | Frank Vandenbroucke                                                    |
| 1995 | Luca Scinto         | Pascal Richard           | Michel Lafis                                                           |
| 1996 | Beat Zberg          | Felice Puttini           | Michele Coppolillo                                                     |
| 1997 | Michael Andersson   | Christian Henn           | Giuseppe Di Grande                                                     |
| 1998 | Markus Zberg        | Oscar Camenzind          | Simone Leporatti                                                       |
| 1999 | Andrea Ferrigato    | Niki Aebersold           | Oscar Camenzind                                                        |
| 2000 | Lukas Zumsteg       | Marcel Strauss           | Christian Weber                                                        |
| 2001 | Danilo Hondo        | Roman Peter              | Uwe Straumann                                                          |
| 2002 | Kim Kirchen         | Mauro Gianetti           | Laurent Paumier                                                        |
| 2004 | Aliaksandr Vússau   | Roman Peter              | Sascha Urweider                                                        |
| 2005 | René Weissinger     | Giampaolo Cheula         | Alexandre Moos                                                         |
| 2008 | Jarosław Marycz     | Guillaume Bonnafond      | Arnaud Godet                                                           |
| 2009 | Michael Baer        | René Murpf               | Bernhard Oberholzer                                                    |
| 2010 | Ki Ho Choi          | Daniel Teklehaimanot     | Roger Beuchat                                                          |
| 2011 | Pirmin Lang         | Natnael Berhane          | Mirco Saggiorato                                                       |
| 2012 | Silvan Dillier      | Marcel Aregger           | Édouard Lauber                                                         |
| 2013 | Marcel Wyss         | Sébastien Reichenbach    | Rémi Cusin                                                             |
| 2014 | Matthias Brändle    | Simon Zahner             | Pirmin Lang                                                            |
| 2015 | Tom Bohli           | Antonio Parrinello       | Andrea Pasqualon                                                       |
| 2016 | Enrico Salvador     | Danilo Celano            | Édouard Lauber                                                         |
| 2017 | Filippo Fortin      | Bram Welten              | Fabian Lienhard                                                        |